# Oskaloosa (Kansas)
Oskaloosa ist eine Kleinstadt im US-Bundesstaat Kansas der Vereinigten Staaten und Verwaltungssitz (County Seat) des Jefferson County. Das U.S. Census Bureau hat bei der Volkszählung 2020 eine Einwohnerzahl von 1110 ermittelt.
Im Town Square befindet sich der Jefferson County Court und ist somit der zentrale Punkt der Kleinstadt. Des Weiteren sind verschiedene Dienstleistungen aufzufinden wie die Country Lanes (Bowling), Gambino’s Pizza (Pizzeria), Thriftway Grocery Store (Lebensmittel), verschiedene Tankstellen (u. a. Caseys, Metzgers) und einige mehr. Außerdem befindet sich in dem von seinen Einwohnern liebevoll „Oskie“ genannten Ort auch die Oskaloosa High School (Home of the Bears), welche in den 1990er Jahren zu einer der Top-100-High Schools der USA gehörte (People Magazin). Es gibt auch eine Oskaloosa Middle School (OMS) und eine Oskaloosa Elementary School (OES). Alle drei Schulen sind miteinander verbunden und arbeiten stark zusammen. Das jährlich stattfindende Old Settler’s ist eine Kirmes ähnliche Veranstaltung die im Sommer am Town Square stattfindet.